# 문소리
문소리(1974년 7월 2일 ~ )는 대한민국의 배우이자 영화 감독이다.

## 경력
- 2002년 문화개혁을 위한 시민연대 홍보대사
- 2003년 제2회 미쟝센단편영화제 명예심사위원
- 2003년 제7회 부천국제판타스틱영화제 심사위원
- 2004년 제5회 도쿄필름엑스영화제 심사위원
- 2005년 제42회 대종상영화제 홍보대사
- 2006년 제11회 부산국제영화제 심사위원
- 2007년 대한핸드볼협회 홍보대사
- 2007년 구리시장애인종합복지관 명예홍보대사
- 2007년 제31회 카이로 국제 영화제 심사위
- 2008년 제5회 서울환경영화제 심사위원
- 2009년 독립영화배급사네트워크 다큐프렌즈
- 2009년 제6회 서울환경영화제 에코프렌즈
- 2009년 제9회 마라케시 국제영화제 심사위원
- 2010년 송파세무서 일일명예민원봉사실장
- 2010년 생명나눔실천본부 홍보대사
- 2011년 3월 건국대학교 예술학부 영화전공 초빙교수
- 2013년 제26회 도쿄국제영화제 심사위원
- 2015년 제16회 전주국제영화제 심사위원
- 2015년 제68회 로카르노국제영화제 심사위원
- 2015년 제20회 부산국제영화제 올해의 배우상 심사위원
- 2015년 단국대학교 영화콘텐츠전문대학원 초빙교수[1]
- 2016년 제73회 베니스국제영화제 심사위원
- 2016년 제2회 아동권리영화제 홍보대사
- 2018년 제37회 국제현대무용제 홍보대사
- 2018년 보건복지부 공공의료 홍보대사
- 2019년 제18회 미쟝센단편영화제 명예심사위원
- 2019년 교육부 문해교육 홍보대사
- 2019년 제45회 서울독립영화제 본선 심사위원
- 2019년 카라 더봄센터 건립추진위원

## 생애
부산에서 아버지 문창준 어머니 이향란 사이에서 1남 1녀 중 장녀로 태어났고 초등학교 5학년 때 서울특별시 송파구 삼전동으로 상경했다. 성균관대학교 교육학과를 졸업하였으며, 성균관대학교 시절에는 연극반에서 활동했다. 서울예술대학 연극과 입학을 준비하던 무렵 이창동 감독의 《박하사탕》 오디션에서 여자 주인공인 윤순임 역으로 발탁되어 스크린에 데뷔했으며 이에 앞서 MBC 공채 26기 탤런트 시험에 응시했으나 탈락하기도 했다. 서울예술대학 연극과에 합격했지만, 입학을 포기하고 영화에 집중하였다. 문소리라는 이름을 대중에 알린 것은 《박하사탕》에 이어 2번째로 설경구와 호흡을 맞춘 2002년작 《오아시스》에서였다. 문소리는 《오아시스》에서 뇌성마비에 걸려 자기 방 안에 갇혀 사는 여주인공 역할을 맡아 2002년 베니스 영화제에서 신인 연기자상을 수상하게 된다. 이후 《바람난 가족》에서는 옆집 고등학생을 유혹하는 변호사 부인 역을, 《효자동 이발사》에서는 이발사 부인을 연기한다. 중앙대학교 첨단영상대학원 영상학과(영상예술학 영화제작 전공 과정)에서 《여배우는 오늘도》를 연출하고, 석사 학위 논문 「단편영화 <여배우는 오늘도> 제작보고서-연출을 중심으로-」를 썼다.
2003년 정재일의 뮤직비디오 〈눈물꽃〉에 출연했고, 이를 연출한 영화 감독 장준환과 2006년 12월 24일 결혼했다. 문소리는 진보신당의 당원으로2008년 총선에서 진보신당 심상정 덕양구 갑 국회의원 후보의 지지 유세를 하였으며 2011년에는 서울시장 보궐선거 야권 단일후보 선거대책위원회에 멘토로 참여하기도 했다.

## 연기/연출 활동

### 영화
| 연도   | 영화                     | 역할                               | 감독       | 비고 |
| ------ | ------------------------ | ---------------------------------- | ---------- | --- |
| 1999년 | 박하사탕                 | 윤순임                             | 이창동     | |
| 2000년 | 블랙 컷                  | 미숙                               | 이동하     | 단편영화 |
| 2001년 | 외계의 제19호 계획       | 처녀귀신                           | 민동현     | 단편영화 |
| 2001년 | 봄산에                   | 정우                               | 이지행     | 단편영화 |
| 2002년 | 오아시스                 | 한공주                             | 이창동     | 제1회 대한민국 영화대상 (여우주연상) 제1회 대한민국 영화대상 (신인여우상) 제23회 청룡영화상 (신인여우상) 제59회 베니스국제영화제 (신인배우상) 제10회 이천 춘사대상영화제 (여우주연상) 제5회 디렉터스 컷 시상식 (올해의 신인 연기자상) 제29회 시애틀국제영화제 (여우주연상) |
| 2003년 | 바람난 가족              | 은호정                             | 임상수     | 제2회 대한민국 영화대상 (여우주연상) 제4회 부산영화평론가협회상 (여우주연상) 제11회 이천 춘사대상영화제 (여우주연상) 제41회 대종상 영화제 (여우주연상) |
| 2004년 | 효자동 이발사            | 김민자                             | 임찬상     | |
| 2005년 | 사랑해, 말순씨           | 김말순                             | 박흥식     | |
| 2005년 | 한국 영화의 르네상스     | 본인                               | 다큐멘터리 | |
| 2006년 | 여교수의 은밀한 매력     | 조은숙                             | 이하       | |
| 2006년 | 가족의 탄생              | 미라                               | 김태용     | 제47회 데살로니키 국제 영화제 (여우주연상) |
| 2008년 | 우리 생애 최고의 순간    | 한미숙                             | 임순례     | |
| 2008년 | 사과                     | 현정                               | 강이관     | |
| 2009년 | 잘 알지도 못하면서       | 서울여자 목소리                    | 홍상수     | |
| 2009년 | 날아라 펭귄              | 송희정                             | 임순례     | |
| 2009년 | 나의 마음은 지지 않았다  | 나레이션                           | 안해룡     | 다큐멘터리 |
| 2009년 | 디 엔드                  |                                    | 백현진     | 단편영화 |
| 2010년 | 하하하                   | 왕성옥                             | 홍상수     | 제19회 부일영화상 (여우 주연상) |
| 2010년 | 작은 연못                | 피난민                             | 이상우     | |
| 2010년 | 하녀                     | 의사                               | 임상수     | |
| 2011년 | 마당을 나온 암탉         | 잎싹                               | 오성윤     | |
| 2011년 | 다른 나라에서            | 금희                               | 홍상수     | |
| 2013년 | 분노의 윤리학            | 김선화                             | 박명랑     | |
| 2013년 | 스파이                   | 안영희                             | 이승준     | |
| 2014년 | 관능의 법칙              | 조미연                             | 권칠인     | |
| 2014년 | 만신                     | 70년대 김금화                      | 박찬경     | |
| 2014년 | 자유의 언덕              | 영선                               | 홍상수     | |
| 2015년 | 필름시대사랑             | 병원 청소부                        | 장률       | |
| 2015년 | 최고의 감독              |                                    | 문소리     | 단편영화 / 주연,연출,각본 |
| 2015년 | 동행                     |                                    | 문소리     | 단편영화 / 주연,연출,각본 |
| 2016년 | 아가씨                   | 이모                               | 박찬욱     | 특별출연 |
| 2016년 | 가려진 시간              | 민경희 박사                        | 엄태화     | 특별출연 |
| 2017년 | 특별시민                 | 정제이                             | 박인제     | |
| 2017년 | 여배우는 오늘도          | 문소리                             | 문소리     | 배우 / 연출 / 각본 |
| 2017년 | 1987                     | 버스 위에서 선창하는 사람 (목소리) | 장준환     | 특별출연 |
| 2018년 | 리틀 포레스트            | 엄마                               | 임순례     | |
| 2018년 | 군산: 거위를 노래하다    | 송현                               | 장률       | |
| 2019년 | 배심원들                 | 재판장 김준겸                      | 홍승완     | |
| 2019년 | 메기                     | 이경진                             | 이옥섭     | |
| 2020년 | 인간증명                 |                                    | 김의석     | |
| 2021년 | 세자매                   | 미연                               | 이승원     | 제42회 청룡영화상 (여우주연상) |
| 2022년 | 니 부모 얼굴이 보고 싶다 | 안애숙                             | 김지훈     | |
| 2022년 | 서울대작전               | 강 회장                            | 문현성     | |
| 2023년 | 좋.댓.구                 | 배우 문소리                        | 박상민     | 특별출연 |

### 드라마
| 연도   | 방송사  | 제목                              | 역할            | 비고     |
| ------ | ------- | --------------------------------- | --------------- | -------- |
| 2007년 | MBC     | 태왕사신기                        | 서기하 / 가진   | 24부작   |
| 2008년 | MBC     | 내 인생의 황금기                  | 이황            | 56부작   |
| 2013년 | MBC     | 드라마 페스티벌 - 하늘재 살인사건 | 정분            | 단막극   |
| 2016년 | SBS     | 푸른 바다의 전설                  | 사월 / 안진주   | 20부작   |
| 2018년 | JTBC    | 라이프                            | 오세화          | 16부작   |
| 2020년 | MBC     | 시네마틱드라마 SF8 - 인간증명     | 가혜라          | 단막극   |
| 2021년 | MBC     | 미치지 않고서야                   | 당자영          | 16부작   |
| 2023년 | Netflix | 퀸메이커                          | 오경숙          | 11부작   |
| 2023년 | Disney+ | 레이스                            | 구이정          | 12부작   |
| 2024년 | tvN     | 정년이                            | 서용례 (채공선) | 12부작   |
| 2024년 | Netflix | 지옥 시즌 2                       | 이수경          | 6부작    |
| 2025년 | Netflix | 폭싹 속았수다                     | 중년의 오애순   | 16부작   |
| 2025년 | MBC     | 노무사 노무진                     | 문정은          | 특별출연 |
| 2025년 | SBS     | 우리 영화                         | 다음의 어머니   | 특별출연 |

### 연극
| 연도   | 작품            | 역할   | 비고                     |
| ------ | --------------- | ------ | ------------------------ |
| 2006년 | 슬픈연극        | 심숙자 |                          |
| 2010년 | 광부화가들      | 헬렌   | 원작 The Pitmen Painters |
| 2016년 | 빛의 제국       | 장마리 |                          |
| 2019년 | 사랑의 끝       | 여자   | 원작 Clôture de l'amour  |
| 2022년 | 광부화가들      | 헬렌   | 원작 The Pitmen Painters |
| 2024년 | 사운드 인사이드 | 벨라   | 원작 The Sound Inside    |

## 기타 활동

### 예능
- 《시네마 천국》 (EBS1, 2003년)
- 《매직아이》 (SBS, 2014년)
- 《전체관람가》 (JTBC, 2017년)
- 《방구석 1열》 (JTBC, 2018년)
- 《가시나들》 (MBC, 2019년)
- 《밥블레스유 2》 (Olive, 2020년) - 2회
- 《아는 형님》 (JTBC, 2021년 1월 9일) - 263회

### CF
- 민주노동당 총선 (2004년)
- LG유플러스 (2004년)
- 르노코리아 SM5 (2004년)
- 남양유업 드빈치 (2009년)
- 카카오택시 (2015년)
- KB국민카드 다담카드 (2016년)
- 시크릿에이지 (2019년)
- 오퓨리 (2020년)
- 쿠스 (2020년)
- KB국민카드 KB Pay (2021년)
- 영화진흥위원회 무비히어로 캠페인 (2021년)
- LG전자 휘센 시스템에어컨 (2022년)

## 수상 및 후보
| 연도   | 시상식                            | 부문                             | 작품                  | 결과 |
| ------ | --------------------------------- | -------------------------------- | --------------------- | ---- |
| 2002년 | 제59회 베니스 국제영화제          | 신인배우상                       | 오아시스              | 수상 |
| 2002년 | 제23회 청룡영화상                 | 신인여우상                       | 오아시스              | 수상 |
| 2002년 | 제10회 이천춘사대상영화제         | 여우주연상                       | 오아시스              | 수상 |
| 2002년 | 제22회 한국영화평론가협회상       | 여우주연상                       | 오아시스              | 수상 |
| 2002년 | 제1회 대한민국영화대상            | 신인여우상                       | 오아시스              | 수상 |
| 2002년 | 제1회 대한민국영화대상            | 여우주연상                       | 오아시스              | 수상 |
| 2002년 | 제5회 디렉터스 컷 시상식          | 올해의 여자신인연기자상          | 오아시스              | 수상 |
| 2002년 | 제3회 올해의 여성영화인상         | 연기상                           | 오아시스              | 수상 |
| 2002년 | 씨네21 영화상                     | 올해의 여자배우                  | 오아시스              | 수상 |
| 2002년 | 문화체육관광부                    | 옥관문화훈장 (4등급)             | 빈칸                  | 수상 |
| 2003년 | 제39회 백상예술대상               | 영화부문 여자 최우수연기상       | 오아시스              | 후보 |
| 2003년 | 제29회 시애틀 국제영화제          | 여우주연상                       | 오아시스              | 수상 |
| 2003년 | 제13회 스톡홀름 국제영화제        | 여우주연상                       | 바람난 가족           | 수상 |
| 2003년 | 제4회 부산영화평론가협회상        | 여우주연상                       | 바람난 가족           | 수상 |
| 2003년 | 제11회 이천춘사대상영화제         | 여우주연상                       | 바람난 가족           | 수상 |
| 2003년 | 제2회 대한민국영화대상            | 여우주연상                       | 바람난 가족           | 수상 |
| 2003년 | 제4회 올해의 여성영화인상         | 연기상                           | 바람난 가족           | 수상 |
| 2003년 | 제6회 디렉터스 컷 시상식          | 올해의 여자연기자상              | 바람난 가족           | 수상 |
| 2003년 | 제24회 청룡영화상                 | 여우주연상                       | 바람난 가족           | 후보 |
| 2003년 | 씨네21 영화상                     | 올해의 여자배우                  | 바람난 가족           | 수상 |
| 2004년 | 제41회 대종상                     | 여우주연상                       | 바람난 가족           | 수상 |
| 2004년 | 제1회 맥스무비 최고의 영화상      | 최고의 여자배우상                | 바람난 가족           | 수상 |
| 2004년 | 제1회 대한민국 대학영화제         | 최고의 여배우상                  | 바람난 가족           | 수상 |
| 2006년 | 제47회 데살로니키 국제영화제      | 여우주연상                       | 가족의 탄생           | 수상 |
| 2008년 | MBC 연기대상                      | 여자 우수연기상                  | 내 인생의 황금기      | 수상 |
| 2008년 | 제29회 청룡영화상                 | 여우주연상                       | 우리 생애 최고의 순간 | 후보 |
| 2008년 | 제16회 이천춘사대상영화제         | 여우주연상                       | 우리 생애 최고의 순간 | 후보 |
| 2010년 | 제19회 부일영화상                 | 여우주연상                       | 하하하                | 수상 |
| 2010년 | 제8회 대한민국영화대상            | 여우주연상                       | 하하하                | 후보 |
| 2012년 | 제21회 부일영화상                 | 여우조연상                       | 다른 나라에서         | 후보 |
| 2015년 | 제2회 들꽃영화상                  | 여우주연상                       | 자유의 언덕           | 후보 |
| 2016년 | 제18회 정동진독립영화제           | 땡그랑동전상                     | 최고의 감독           | 수상 |
| 2017년 | 제11회 아시안 필름 어워즈         | 여우조연상                       | 아가씨                | 수상 |
| 2017년 | 제54회 대종상                     | 여우조연상                       | 특별시민              | 후보 |
| 2017년 | 제1회 더 서울어워즈               | 영화부문 여우주연상              | 여배우는 오늘도       | 후보 |
| 2017년 | 제5회 마리끌레르 아시아스타어워즈 | 스페셜 어워드                    | 여배우는 오늘도       | 수상 |
| 2017년 | 제38회 청룡영화상                 | 신인감독상                       | 여배우는 오늘도       | 후보 |
| 2017년 | 제38회 청룡영화상                 | 여우주연상                       | 여배우는 오늘도       | 후보 |
| 2018년 | 제5회 들꽃영화상                  | 극영화부문 감독상                | 여배우는 오늘도       | 후보 |
| 2018년 | 제54회 백상예술대상               | 영화부문 신인감독상              | 여배우는 오늘도       | 후보 |
| 2018년 | 제23회 춘사영화제                 | 여우주연상                       | 여배우는 오늘도       | 후보 |
| 2018년 | 제27회 부일영화상                 | 신인감독상                       | 여배우는 오늘도       | 후보 |
| 2018년 | 제2회 더 서울어워즈               | 드라마부문 여우조연상            | 라이프                | 수상 |
| 2018년 | 제38회 하와이국제영화제(BIFF)     | 할레쿨라니 커리어 어치브먼트상   | 여배우는 오늘도       | 수상 |
| 2018년 | 제26회 대한민국 문화연예대상      | 영화부문 여자최우수연기상        | 여배우는 오늘도       | 수상 |
| 2018년 | 제38회 황금촬영상                 | 촬영감독이 선정한 여자인기상     | 여배우는 오늘도       | 수상 |
| 2019년 | 제24회 춘사영화제                 | 여우주연상                       | 군산: 거위를 노래하다 | 후보 |
| 2019년 | 제20회 올해의 여성영화인상        | 특별상                           | 군산: 거위를 노래하다 | 수상 |
| 2021년 | 제57회 백상예술대상               | 영화부문 여자 최우수연기상       | 세자매                | 후보 |
| 2021년 | 제30회 부일영화상                 | 여우주연상                       | 세자매                | 후보 |
| 2021년 | 제26회 춘사영화제                 | 여우주연상                       | 세자매                | 후보 |
| 2021년 | 제41회 한국영화평론가협회상       | 여우주연상                       | 세자매                | 수상 |
| 2021년 | 제42회 청룡영화상                 | 여우주연상                       | 세자매                | 수상 |
| 2021년 | 제22회 올해의 여성영화인상        | 연기상                           | 세자매                | 수상 |
| 2021년 | 씨네21 영화상                     | 올해의 여자배우                  | 세자매                | 수상 |
| 2021년 | MBC 연기대상                      | 미니시리즈부문 여자 최우수연기상 | 미치지 않고서야       | 후보 |